# Melinda pygialis
Melinda pygialis este o specie de muște din genul Melinda, familia Calliphoridae, descrisă de Villeneuve în anul 1937. Conform Catalogue of Life specia Melinda pygialis nu are subspecii cunoscute.